# Hockey su ghiaccio ai XIV Giochi olimpici invernali
Il torneo di hockey su ghiaccio delle olimpiadi invernali del 1984 a Sarajevo (Jugoslavia) si svolse dal 7 al 19 febbraio 1984 e vi parteciparono 12 squadre.
Intitolate a partecipare furono le 8 squadre del gruppo A dei campionati mondiali del 1983, oltre alle migliori 2 del gruppo B. La Germania Est (sesta del gruppo A) rinunciò a partecipare, venne quindi sostituita dall'Austria (terza del gruppo B). L'ultimo posto disponibile venne deciso in un turno di qualifica tra la terza del gruppo B e la vincitrice del gruppo C. Poiché l'Austria era già stata ammessa al posto della DDR, la Norvegia prese il suo posto.
La formula del torneo non venne cambiata rispetto all'edizione precedente. Ci fu solo l'aggiunta di una finale per il settimo posto. Contrariamente all'edizione del 1980, non si ebbero grosse sorprese. L'Unione Sovietica conquistò il suo sesto titolo olimpico, sorpassando così il Canada (la vittoria del 1920 fu ottenuta quando l'hockey era sport dimostrativo e quindi non contata ufficialmente).

## Medaglie
| Pos. | Nazione          | Giocatori |
| ---- | ---------------- | --- |
| 1    | Unione Sovietica | Zinėtula Biljaletdinov, Andrei Chomutov, Nikolai Drodzeski, Vjačeslav Fetisov, Alexander Gerassimov, Alexei Kassatonov, Vladimir Kovin, Alexander Koschevnikov, Vladimir Krutov, Igor' Larionov, Sergej Makarov, Vladimir Myschkin, Vassili Pervuchin, Sergej Schepelev, Alexander Skvorzov, Sergei Starikov, Igor Stelnov, Vladislav Tret'jak, Viktor Tumenev, Mikhail Vassilijev |
| 2    | Cecoslovacchia   | Jaroslav Benák, Vladimír Caldr, František Černík, Milan Chalupa, Miloslav Hořava, Jiří Hrdina, Arnold Kadlec, Jaroslav Korbela, Jiří Králík, Vladimír Kýhos, Jiří Lála, Igor Liba, Vincent Lukáč, Dušan Pašek, Pavel Richter, Vladimír Růžička, Dárius Rusnák, Jaromír Šindel, Radoslav Svoboda, Eduard Uvíra                                                                      |
| 3    | Svezia           | Thomas Aahlen, Per-Erik Eklund, Thomas Eklund, Bo Ericsson, Lars Eriksson, Peter Gradin, Mats Hessel, Peter Hjälm, Göran Lindblom, Tommy Mörth, Leif Nordin, Rolf-Lennart Riddervall, Jens Öhling, Thomas Rundqvist, Thomas Sandström, Karl Södergren, Mats Thelin, Arne Thelven, Mats Waltin, Göte Wälitalo                                                                       |

## Incontri di qualificazione al torneo olimpico
| 9 aprile 1983  |             |                    |
| Norvegia       | Paesi Bassi | 4:4 (1:0,2:1,1:3)  |
| 10 aprile 1983 |             |                    |
| Norvegia       | Paesi Bassi | 10:2 (3:0,4:2,3:0) |

## Torneo

### Gironi eliminatori

#### Gruppo A
| 7 febbraio 1984  |                  |                    |
| Svezia           | Italia           | 11:3 (2:1,3:2,6:0) |
| Unione Sovietica | Polonia          | 12:1 (3:1,4:0,5:0) |
| Jugoslavia       | Germania Ovest   | 0:11 (0:4,0:1,0:6) |
| 9 febbraio 1984  |                  |                    |
| Unione Sovietica | Italia           | 5:1 (4:0,1:1,0:0)  |
| Germania Ovest   | Polonia          | 8:5 (2:2,3:1,3:2)  |
| Finlandia        | Giappone         | 6:3 (2:0,2:2,2:1)  |
| 11 febbraio 1984 |                  |                    |
| Svezia           | Germania Ovest   | 1:1 (1:0,0:0,0:1)  |
| Jugoslavia       | Unione Sovietica | 1:9 (0:4,1:1,0:4)  |
| Italia           | Polonia          | 6:1 (0:1,4:0,2:0)  |
| 13 febbraio 1984 |                  |                    |
| Unione Sovietica | Germania Ovest   | 6:1 (4:1,2:0,0:0)  |
| Svezia           | Polonia          | 10:1 (2:1,7:0,1:0) |
| Jugoslavia       | Italia           | 5:1 (0:0,2:1,3:0)  |
| 15 febbraio 1984 |                  |                    |
| Unione Sovietica | Svezia           | 10:1 (5:0,4:0,1:1) |
| Jugoslavia       | Polonia          | 1:8 (1:2,0:3,0:3)  |
| Germania Ovest   | Italia           | 9:4 (1:0,5:1,3:3)  |

Classifica
| Pos. | Squadra          | G | V | N | P | Gf | Gs | Diff. | Punti |
| 1    | Unione Sovietica | 5 | 5 | 0 | 0 | 42 | 5  | +37   | 10    |
| 2    | Svezia           | 5 | 3 | 1 | 1 | 34 | 15 | +19   | 7     |
| 3    | Germania Ovest   | 5 | 3 | 1 | 1 | 27 | 17 | +10   | 7     |
| 4    | Polonia          | 5 | 1 | 0 | 4 | 16 | 37 | -21   | 2     |
| 5    | Italia           | 5 | 1 | 0 | 4 | 15 | 31 | -16   | 2     |
| 6    | Jugoslavia       | 5 | 1 | 0 | 4 | 8  | 37 | -29   | 2     |

#### Gruppo B
| 7 febbraio 1984  |             |                    |
| Canada           | Stati Uniti | 4:2 (2:1,1:1,1:0)  |
| Finlandia        | Austria     | 4:3 (1:0,2:1,1:2)  |
| Cecoslovacchia   | Norvegia    | 10:4 (2:0,5:2,3:2) |
| 9 febbraio 1984  |             |                    |
| Canada           | Austria     | 8:1 (2:0,4:0,2:1)  |
| Cecoslovacchia   | Stati Uniti | 4:1 (2:1,1:0,1:0)  |
| Finlandia        | Norvegia    | 16:2 (5:0,6:1,5:1) |
| 11 febbraio 1984 |             |                    |
| Cecoslovacchia   | Austria     | 13:0 (0:0,6:0,7:0) |
| Stati Uniti      | Norvegia    | 3:3 (2:1,0:1,1:1)  |
| Canada           | Finlandia   | 4:2 (1:0,0:2,3:0)  |
| 13 febbraio 1984 |             |                    |
| Canada           | Norvegia    | 8:1 (2:0,3:0,3:1)  |
| Cecoslovacchia   | Finlandia   | 7:2 (4:1,1:1,2:0)  |
| Stati Uniti      | Austria     | 7:3 (2:1,0:1,5:1)  |
| 15 febbraio 1984 |             |                    |
| Finlandia        | Stati Uniti | 3:3 (1:0,1:2,1:1)  |
| Austria          | Norvegia    | 6:5 (4:1,2:3,0:1)  |
| Cecoslovacchia   | Canada      | 4:0 (1:0,1:0,2:0)  |

Classifica
| Pos. | Squadra        | G | V | N | P | Gf | Gs | Diff. | Punti |
| 1    | Cecoslovacchia | 5 | 5 | 0 | 0 | 38 | 7  | +31   | 10    |
| 2    | Canada         | 5 | 4 | 0 | 1 | 24 | 10 | +14   | 8     |
| 3    | Finlandia      | 5 | 2 | 1 | 2 | 27 | 9  | +8    | 5     |
| 4    | Stati Uniti    | 5 | 1 | 2 | 2 | 16 | 17 | -1    | 4     |
| 5    | Austria        | 5 | 1 | 0 | 4 | 13 | 37 | -24   | 2     |
| 6    | Norvegia       | 5 | 0 | 1 | 4 | 15 | 43 | -28   | 1     |

### Finale per il 7º posto
| 17 febbraio 1984 |         |                   |
| Stati Uniti      | Polonia | 7:4 (2:2,4:2,1:0) |

### Finale per il 5º posto
| 17 febbraio 1984 |           |                   |
| Germania Ovest   | Finlandia | 7:4 (1:2,1:2,5:0) |

### Girone per i posti dal 1º al 4º
| 17 febbraio 1984 |                |                   |
| Cecoslovacchia   | Svezia         | 2:0 (0:0,0:0,2:0) |
| Unione Sovietica | Canada         | 4:0 (0:0,2:0,2:0) |
| 19 febbraio 1984 |                |                   |
| Svezia           | Canada         | 2:0 (0:0,1:0,1:0) |
| Unione Sovietica | Cecoslovacchia | 2:0 (1:0,1:0,0:0) |

Classifica
| Pos. | Squadra          | G | V | N | P | Gf | Gs | Diff. | Punti |
| 1    | Unione Sovietica | 3 | 3 | 0 | 0 | 16 | 1  | +15   | 6     |
| 2    | Cecoslovacchia   | 3 | 2 | 0 | 1 | 6  | 2  | +4    | 4     |
| 3    | Svezia           | 3 | 1 | 0 | 2 | 3  | 12 | -9    | 2     |
| 4    | Canada           | 3 | 0 | 0 | 3 | 0  | 10 | -10   | 0     |

## Classifica finale
1. Unione Sovietica
2. Cecoslovacchia
3. Svezia
4. Canada
5. Germania Ovest
6. Finlandia
7. Stati Uniti
8. Polonia
9. Italia
10. Austria
11. Jugoslavia
12. Norvegia